# Volturara Irpina
Volturara Irpina är en ort och kommun i provinsen Avellino i regionen Kampanien i Italien. Kommunen hade 3 207 invånare (2017).